# Eleições no Território Federal do Acre em 1954
As eleições no território federal do Acre em 1954 ocorreram em 3 de outubro como parte das eleições gerais no Distrito Federal, em 20 estados e nos territórios federais do Amapá, Rondônia e Roraima. Neste caso, a Lei Constitucional Número Nove e o Decreto-Lei n.º 7.586 determinaram que os acrianos seriam representados por dois deputados federais, algo ratificado pela Constituição de 1946.

## Resultado da eleição para deputado federal
Conforme o acervo do Tribunal Superior Eleitoral, foram apurados 11.907 votos nominais.

### Chapa do PSD
| Candidatos a deputado federal em 1954 | Partido | Votação | Percentual | Cidade onde nasceu     | Unidade federativa | Observações |
| José Guiomard                         | PSD     | 4.149   | %          | Santo Antônio do Monte | Minas Gerais       | [ 5 ]       |
| Manuel Fontenele de Castro            | PSD     | 1.172   | %          | Viçosa do Ceará        | Ceará              | [ 6 ]       |
| Wanderilo Carneiro de Lima            | PSD     | 1.167   | %          |                        |                    | [ 7 ]       |
| Fontes:                               |         |         |            |                        |                    |             |

### Chapa do PTB
| Candidatos a deputado federal em 1954 | Partido | Votação | Percentual | Cidade onde nasceu | Unidade federativa | Observações |
| Oscar Passos                          | PTB     | 4.007   | %          | Porto Alegre       | Rio Grande do Sul  | [ 11 ]      |
| Adalberto Sena                        | PTB     | 1.174   | %          | Cruzeiro do Sul    | Acre               | [ 12 ]      |
| Rui Lino                              | PTB     | 238     | %          | Tarauacá           | Acre               | [ 13 ]      |
| Fontes:                               |         |         |            |                    |                    |             |